# Piloto (Prison Break)
Pilot es el primer capítulo de la serie de televisión Prison Break, el cual salió al aire el 29 de agosto de 2005 en Estados Unidos. El episodio fue dirigido por el productor de la serie Brett Ratner y escrito por el creador y productor de la serie Paul Scheuring. El episodio presenta la historia de la serie, que vera a Michael Scofield, un ingeniero estructural que busca encarcelarse para poder salvar a su hermano, Lincoln Burrows de su sentencia de muerte, utilizando su nuevo tatuaje corporal.
El episodio recibió numerosas críticas positivas no solo en los EE. UU., sino en la mayoría del resto del mundo, alcanzando índices de audiencia récord en varios países.

## Argumento
Michael (Wentworth Miller) está con una artista de tatuajes (Laura Wade) mientras esta termina el último segmento del mismo. Mientras Michael le paga, ella señala el hecho que es raro que alguien quiera un tatuaje de cuerpo completo en tan poco tiempo. Michael responde que no tiene mucho tiempo de sobra. Vuelve a su apartamento y comienza a romper todas las notas de las ventanas en su apartamento. Luego, el zum de la cámara señala cada uno de los artículos de prensa que va arrancando de la ventana, mencionando a Lincoln Burrows, John Abruzzi, Sara Tancredi y PUGNAc. Michael entonces procede a remover y lanzar su disco duro por el balcón.
Michael entra armado a un banco, donde apunta a la empleada y exige que la caja sea abierta. Continúa disparando al techo hasta que llega la policía, entregándose enseguida. Veronica Donovan (Robin Tunney) hace el papel de abogado en el caso. Michael acepta el castigo de cinco años de cárcel que le da la juez y parece complacido al respecto. Otorgándole el pedido de estar en una prisión cerca de su pueblo, lo pone en la Penitenciaría Estatal Fox River, una prisión de máxima seguridad. Verónica está alarmada ya que Michael hace caso omiso de sus consejos. Mientras es llevado a su celda provisional, Michael ve a L. J. Burrows (Marshall Allman), su sobrino, y le dice que no quería que viniera.
Michael entra a Fox River e inmediatamente se da cuenta de que no se va a llevar bien con el capitán Brad Bellick (Wade Williams). Luego conoce a su compañero de celda, Fernando Sucre (Amaury Nolasco). En el patio, Michael toma nota de las personas que lo rodean, y procede a preguntar a Sucre la ubicación de Lincoln Burrows (Dominic Purcell). Cuando Sucre le pregunta por qué está tan interesado en Lincoln, Michael responde que es su hermano. En la capilla, Michael se encuentra con Lincoln y le dice que lo va a sacar de la prisión. Lincoln entonces dice que eso sería imposible, a lo que Michael responde: "No si has diseñado el lugar". Mientras Michael entra a su celda, recuerda cuando su hermano le juró que no había cometido ese crimen. Michael está convencido de que Lincoln fue falsamente acusado de la muerte del hermano de la vicepresidenta. 
Michael pregunta cómo puede entrar al PI, y Sucre le responde que el PI está controlado por un jefe de la Mafia, John Abruzzi (Peter Stormare). Cuando Michael se encuentra con Abruzzi, su solicitud es rechazada. Michael le responde que él tiene algo que Abruzzi quiere, y le deja un pato de origami. Abruzzi luego recibe una llamada informando que alguien ha identificado a Fibonacci, la persona que puso a Abruzzi detrás de las rejas, y que puede poner al jefe principal de la Mafia en prisión también. La única identificación que dejó el informante de Fibonacci fue un pato. Abruzzi entonces se da cuenta de que Scofield sabe dónde esta Fibonacci y lo deja entrar a PI. Uno de los amigos de Abruzzi le preguntó que por qué lo dejó entrar, y Abruzzi le respondió que mantuviera a sus amigos cerca y a sus enemigos más cerca aún.
En la enfermería, Michael conoce a la doctora Sara Tancredi (Sarah Wayne Collies), quien le inyecta insulina. Cuando él le pregunta su nombre, Sara le dice que la llame "Dra. Tancredi", la hija del Gobernador. Michael bromea diciendo que le parece extraño que ella esté trabajando en una prisión mientras su padre está "Al frente de la justicia" y Sara dice que quiere ser parte de la solución, no del problema. En su segunda visita a la enfermería Sara le dice que ella se graduó dos años después de él en una universidad cercana a la suya. Michael de nuevo trata de coquetear con ella. Sara entonces se da cuenta de su nivel anormal de glucosa y le dice que le parece raro ya que eso no debería pasar si el fuera diabético. Entonces ella le dice que en la siguiente visita le gustaría hacerle una pequeña prueba. Michael luce preocupado. En el patio, Michael se acerca a C-Note (Rockmond Dumbar), la "enfermería" de la prisión, y le paga para que le consiga PUGNAc.
Durante el PI, Lincoln le pregunta a Michael si ha visto los planos de la prisión. Michael dice que los tiene sobre él, y revela su tatuaje, el cual tiene escondido los planos de la prisión.

## Reparto
- Dominic Purcell como Lincoln Burrows.
- Wentworth Miller como Michael Scofield.
- Robin Tunney como Veronica Donovan.
- Amaury Nolasco como Fernando Sucre.
- Marshall Allman como L. J. Burrows.
- Peter Stormare como John Abruzzi.
- Wade Williams como Brad Bellick.
- Sarah Wayne Callies como Sara Tancredi.
- Rockmond Dunbar como Benjamin C-Note Franklin.
- Jessalyn Gilsig como Lisa Rix.
- Muse Watson como Charles Westmoreland.
- Paul Adelstein como el agente Paul Kellerman.
- Camille Guaty como Maricruz Delgado, la mujer de Fernando Sucre.
- Chelcie Ross.
- Laura Scott Wade.
- Stacy Keach como el alcaide Henry Pope.
- Danny McCarthy como Hale.
- Roland Boyce como Cop.
- Cheryl Lynn Bruce como la juez.
- Nicolas Iovino como Brian.
- Ora Jones como Wendy.
- Rich Komenich como Maggio.
- Christian Stolte.
- Philip Edward Van Lear.
- Jay Whitaker.
- Peggy Roeder como Teller.
- Gianni Russo.
- Phil Rayburn Smith como Adrian Rix.
- Anthony Starke como Sebastian.
- Jeff Parker como Tsili.
- Alan Wilder.
- Dan Maxwell.
- David Pacheco como uno de los prisioneros que habla con sus familiares.
- Darnell Jackson como uno de los prisioneros que habla con sus familiares.
- Billy Chase como uno de los prisioneros que habla con sus familiares.